# Memāri
Memāri är en ort i Indien.   Den ligger i distriktet Barddhamān och delstaten Västbengalen, i den östra delen av landet, 1 200 km sydost om huvudstaden New Delhi. Memāri ligger 25 meter över havet och antalet invånare är 44 448.
Terrängen runt Memāri är mycket platt. Runt Memāri är det tätbefolkat, med 659 invånare per kvadratkilometer. Det finns inga andra samhällen i närheten. Trakten runt Memāri består till största delen av jordbruksmark.